# Eucosmomorpha figurana
Eucosmomorpha figurana là một loài bướm đêm thuộc họ Tortricidae. Nó được tìm thấy và có thể là loài bản địa Việt Nam.